# Chthonerpeton noctinectes
Chthonerpeton noctinectes é uma espécie de anfíbio da família Typhlonectidae. É endémica do Brasil. É apenas conhecida uma população em Sítio, município de Conde, no estado da Bahia, Brasil.